# گوینداگانج
گوینداگانج (به لاتین: Gobindaganj) یک منطقهٔ مسکونی در بنگلادش است که در ناحیه گایبنده واقع شده‌است. گوینداگانج ۴۸۱٫۶۶ کیلومتر مربع مساحت و ۵۱۴٬۵۹۱ نفر جمعیت دارد.